# Алькмунд из Дерби
Алькмунд из Дерби (также Элхмунд (Ealhmund) или Алхмунд (Alkmund, Alhmund, Alchmund); убит около 800) — нортумбрийский принц, причисленный к лику святых (день памяти — 19 марта).

## Биография
Святой Алькмунд из Дерби или из Лилльшаля был сыном короля Нортумбрии Элхреда. После двадцати лет изгнания, проведённых среди пиктов из-за династической борьбы в Нортумбрии, он вернулся туда с войском. Однако Алькмунд был убит некоторым неизвестным образом, ответственность за что источники возлагают на нортумбрийского короля Эрдвульфа. Что касается точных обстоятельств, то его гибель называют мученичеством, а самого Алькмунда почитают святым.
Алькмунд похоронен в Лилльшале (в Шропшире). На его могиле явлены чудеса. Из-за нашествий данов его тело было перенесено в Дерби. Несколько окрестных церквей освящены в его честь. Предполагаемая гробница после разрушения церкви Святого Алькмунда была перенесена в Музей и художественную галерею Дерби.